# Ndasuunje Shikongeni
Ndasuunje Shikongeni, dit « Papa », né en 1971 à Windhoek, est un artiste namibien, à la fois peintre, sculpteur – l'un des premiers à travailler le papier mâché dans son pays –, conteur, musicien, enseignant et ancien militant indépendantiste. Il vit et travaille à Windhoek.

## Biographie
Après des débuts comme peintre de rue, il part au Angola en 1988 et participe à la lutte pour l'indépendance de la Namibie, puis revient l'année suivante.

## Œuvre
Tant dans les arts visuels qu'en musique, il aborde de nombreux sujets tels que les objets de la vie quotidienne, les questions du postcolonialisme, de la redistribution des terres, de la pauvreté, de la corruption ou des rites traditionnels, revendiquant une approche spirituelle et de responsabilité sociale.
Il a participé à de nombreuses expositions collectives et individuelles. En tant que chanteur et danseur, il était présent à l'Expo '98 de Lisbonne ainsi qu'à l'Exposition universelle de 2010 à Shanghai.